# Туркменская вышивка
Туркменская вышивка (туркм. Türkmen keşdeçilik sungaty) — декоративно-прикладное искусство, которое используется в национальной одежде в Туркменистане и Иране.

## Особенности
Стили вышивки различаются от региона к региону. Наиболее распространённым является стиль, при котором прокалыванием ткани тонкой иглой создаётся ряд петель, в то время как предыдущие петли удерживаются большим пальцем другой руки.
Традиционно, основой для вышивки является ткань красного цвета, который имеет особенное значение для туркмен. В сельских регионах, орнаменты, которые используются в вышивке, указывают на территориальную принадлежность рукодельниц. Помимо этого, узоры также используются для обозначения любви, дружбы, природы и силы.

## Материалы
Туркменская вышивка обычно выполняется на шёлковой или шерстяной ткани; в вышивке в основном используются нити из шёлка или хлопка, но в настоящее время используются также и акриловые нити.
Шёлковые нити плетутся из тонких волокон в три слоя. Такая техника придаёт нитям блеск.
Для вышивки также используют бисер, цветные камни, монеты и кораллы.

## Международное признание
В 2024 году искусство туркменской вышивки было включено в Список нематериального культурного наследия человечества ЮНЕСКО.